# Donell Jones
Pour les articles homonymes, voir Jones.
Donell Jones, né le 22 mai 1973 à Chicago (Illinois), est un chanteur, compositeur et producteur de R'n'B américain.

## Biographie
Donell Jones a grandi à Chicago. Il est le fils d'un chanteur de gospel et c'est donc en toute logique qu'il fut très influencé par ce dernier. Tout jeune, il fréquente les gangs du South Side de Chicago ; il dira plus tard : « Tu vois des amis du Gang avec de très belles choses, de belles voitures, de belles filles et de beaux vêtements, c'est ça le Gang. ». Donell a pourtant su laisser la tentation du gang et se consacrer à sa passion qui est devenue son métier, la musique.
C'est en 1994 sur la compilation Let's Get It On de Eddie F qu'on l'entend pour la première fois avec son groupe Porche sur le morceau Make You Feel Real Good.
La carrière de Jones est devenue une réalité lorsqu'en 1995, il a été découvert par Edward Ferrell, qui a permis à Donell Jones de signer un contrat avec Laface Records. En effet, Donell Jones avait fait une démonstration de chant pour ce monsieur lors d'une conférence de la Black Radio Exclusive à Washington.
Son premier album titré My Heart est sorti en 1996 et le second album titré Where I Wanna Be est sorti en 1999, avec le succès du morceau U Know What's Up en featuring avec la rappeuse Left Eye.
L'album le plus récent de Donell Jones est sorti en Juillet 2013 titré Forever.

## Discographie
- 1996 : My Heart (La Face)
- 1999 : Where I Wanna Be (Untouchables/LaFace/Arista)
- 2002 : Life Goes On (Arista)
- 2006 : Journey of a Gemini (LaFace/Jive)
- 2007 : The Best Of Donell Jones (	LaFace/BMG)
- 2009 : The Lost Files (Candyman Music Inc)
- 2010 : Lyrics
- 2013 : Forever
- 2021 : 100% Free

## Collaborations
- 702 - No Doubt
- Big Punisher - It's So Hard
- Guru - Streetsoul
- Left Eye - U Know What's Up
- Love & Basketball, (2000) (OST) -  I'll Go
- Shaft (film) 2000 (OST) - Do What I Gotta Do
- Bait (OST) - Take It There
- DJ Language/Sean B. (Mix)
- Memphis Bleek - M.A.D.E.
- Save the Last Dance (OST)